# A Festa (romance)
A Festa (Com o subtítulo Romance: Contos) é um romance do escritor brasileiro Ivan Ângelo publicado em 1976. O livro apresenta uma narrativa fragmentária, dividida em três partes e composta no total por nove capítulos, que podem ser lidos de forma independente.  A falta de um personagem principal, a presença de diversos registros narrativos, uso da metalinguagem e a mescla entre história do Brasil e a ficção tornaram o livro uma das obras literárias brasileiras mais inovadoras dos anos 1970.
O título do livro indica uma festa, porém a tal não é apresentada no decorrer da história, somente o antes e o depois dela, além do passado de alguns personagens.
Pela utilização de recortes de jornal, poemas, inquéritos, entrevistas, letras de música, entre outras formas de escrita, forma-se um mosaico do país nas décadas correntes, passando pelo Cangaço, o Tenentismo, a Era Vargas, a Segunda Guerra Mundial, o Êxodo Rural no Brasil, a Guerra Fria, os Protestos de 1968 e principalmente a Ditadura Militar, período em que a história de fato se passa, e como o regime afeta os personagens através de seu aparato de repressão.
O capítulo inicial do romance - chamado "Documentário" - mostra a figura dramática e sofrida do nordestino Marcionílio, migrante da terra ressequida, escorraçado e enxotado numa estação de trem numa capital brasileira, junto de inúmeros companheiros no centro de Belo Horizonte. Carlos é um jovem que trabalha na Secretaria do Trabalho e Bem-Estar Social e acaba se envolvendo na causa dos retirantes, assim como o repórter Samuel, que vai em busca de notícias dos acontecimentos na Praça da Estação. Ambos são convidados de uma festa de aniversário que ocorre em outro canto da cidade. O aniversariante Roberto Miranda e sua companheira Andrea são outros dois personagens importantes da história de "A Festa".

## Contexto
Após ter publicado o livro “Duas Faces” em 1961, escrito com Silvano Santiago, Angelo começou a trabalhar no que seria a primeira versão de “A Festa” em 1963. Sua ideia inicial era escrever um romance que se construísse através de contos. Os personagens seriam apresentados nessas narrativas curtas até o ponto antes da “festa” referida no título, sendo posteriormente retomados para demonstrar como a referida festa teria modificado as suas vidas. Entre o “antes” e o “depois” haveria uma descrição da festa através de uma linguagem cinematográfica (sem um narrador na terceira pessoa), como se uma câmera passeasse pelos convidados e o ambiente em uma tentativa de amarrar os contos apresentados na primeira parte. Depois do Golpe Militar de 1964, Angelo abandonou o manuscrito após escrever três contos, e passou a trabalhar como jornalista e publicitário em Belo Horizonte, se mudando para São Paulo em 1965 para fazer parte do Jornal da Tarde. Resolveu retomar o projeto de escrita em 1974 “decido a falar daqueles tempos de espantos e impossibilidades, levando os personagens a se moverem no ambiente contaminado pelos horrores da ditadura.” Depois de 20 meses de trabalho, o livro foi concluído em 1975, sendo publicado em 1976 devido a dificuldades e encontrar um editor que aceitasse o material. O autor afirmou que uma viagem para a Europa em 1972 e seu encontro com o então exilado político Fernando Gabeira foram fundamentais para que o livro fosse escrito e publicado.
Sobre o seu modo de retratar a ditadura militar de forma indireta, o autor diz: “Não adiantava copiar a realidade. Um escritor deve que reagir poeticamente à realidade. Senão, escreve obviedades. Foi isso que matou parte da produção literária dos anos 1970. Permaneceu quem passou por cima da obviedade, como Rubem Fonseca."  Posteriormente, Angelo declarou que escreveu seu livro A Casa de Vidro (1979) para, de uma certa maneira, “consertar” alguns erros de “A Festa”, principalmente a noção de que os comportamentos e as ações dos personagens do romance se davam exclusivamente devido a ditadura militar, e não por causa de questões que vinham desde os tempos da colonização do país.

## Crítica
O livro foi vencedor do Prêmio Jabuti de Literatura de 1976 na categoria "Romance."
No artigo "Um livro cinematográfico e um filme literário", publicado no jornal carioca Opinião em 1976, a escritora Ana Cristina César analisa o romance a luz da sua estrutura que visa emular a linguagem cinematográfica. A autora argumenta que a estrutura fragmentária do romance e a falta do narrador coloca o  leitor em um papel mais ativo, como o "decifrador" da montagem narrativa: "Em Ivan Ângelo a crítica as convenções do relato realista é feita a nível da estrutura, através da dispersão do foco narrativo, o que resulta num romance sem herói, sem centro e sem pai."
Aguinaldo Silva considera "um dos livros mais importantes produzidos pela geração de escritores que, surgida no início da década de 60, e entregue nos anos seguintes mais ao ofício de sobreviver que ao outro - ainda mais duro - de escrever, descobriu-se repentinamente, nos impasses dos anos 70."
O crítico Davi Arrigucci Jr chamou a obra de "engenhosa e bem montada."
O escritor Luiz Ruffato colocou A Festa em sua lista dos "35 melhores romances brasileiros", ao lado de obras como Memórias Póstumas de Brás Cubas, São Bernardo e A Hora da Estrela.